# شانه‌موش فاماتینا
شانه‌موش فاماتینا (نام علمی: Ctenomys famosus) نام یک گونه از سرده شانه‌موش است.